# 細肩帶

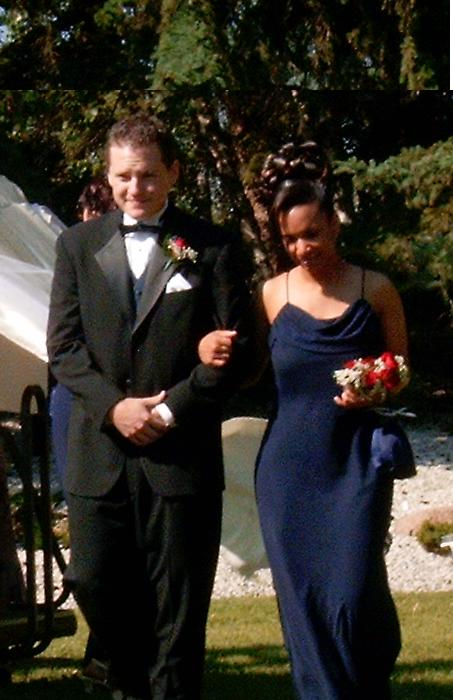
穿著細肩帶的伴娘

細肩帶是使用極細肩帶的服裝，一般常用在女性的泳裝、連衣裙、吊帶背心、短版上衣、小禮服及晚禮服上。細肩帶的英文是Spaghetti strap，因為其肩帶寬度類似義大利麵。細肩帶無法承受較重的重量，一般是用在比較輕的衣物上。
女性穿著細肩帶可以露出鎖骨和整個肩膀，感覺比較性感。

## 著裝守則
細肩帶服裝裸露的部份較多，可能會不符合著裝守則。因為服裝禮儀的因素，有些場所會限制穿著細肩帶或無袖衣物者進入。例如雅士谷賽馬場的著裝守則就不允許細肩帶。而沙特阿拉伯或阿富汗的傳統社會也不接受細肩帶。

## 外部連結
- Spaghetti strap in Movie and TV shows